# 콜롬비아 자유당
콜롬비아 자유당(스페인어: Partido Liberal Colombiano; PLC)은 1848년 콜롬비아에서 만들어진 사회민주주의 정당이다. 1999년부터 사회주의 인터내셔널 회원으로, 콜롬비아의 정당 중에서 가장 오래된 정당이다.